# Groupe de Harada-Norton
En mathématiques, le groupe de Harada-Norton, noté HN, est le groupe sporadique d'ordre 273 030 912 000 000 = 214 · 36 · 56 · 7 · 11 · 19.
Il a été découvert par les mathématiciens Koichiro Harada (en) et Simon P. Norton.
Le nombre premier 5 joue un rôle particulier. Par exemple, ce groupe centralise un élément d'ordre 5 dans le groupe Monstre, ce qui entraîne l'existence d'une action sur une algèbre vertex sur le corps F5.